# Prime Minister Cup
La Prime Minister Cup (首相杯争奪高段者トーナメント?) è stato un torneo professionistico di Go.

## Storia
Il torneo venne istituito nel 1957 e deve il suo nome al primo ministro Ichiro Hatoyama, grande appassionato e sostenitore del gioco. La partecipazione al torneo era riservata ai giocatori tra il 5° e il 7° dan provenienti dalla filiale di Tokyo della Nihon Ki-in.
Il torneo era organizzato con la formula dell'eliminazione diretta, la finale è stata in gara singola fino al 1974, per poi essere disputata in una sfida al meglio delle 3 partite. A differenza di gran parte degli altri tornei il detentore del titolo non riceve nessun privilegio e parte dal primo turno come tutti gli altri giocatori. 

## Albo d'oro
| Anno | Vincitore         | Risultato | Sfidante          |
| ---- | ----------------- | --------- | ----------------- |
| 1957 | Hideyuki Fujisawa | 1-0       | Shuzo Ohira       |
| 1958 | Ichigen Okubo     | 1-0       | Takeo Kajiwara    |
| 1959 | Akira Hasegawa    | 1-0       | Masami Shinohara  |
| 1960 | Shuzo Ohira       | 1-0       | Goro Suzuki       |
| 1961 | Yoshinori Kano    | 1-0       | Shoji Sakakibara  |
| 1962 | Yutaro Hayashi    | 1-0       | Ichigen Okubo     |
| 1963 | Shoji Sakakibara  | 1-0       | Masami Shinohara  |
| 1964 | Yoshiro Miwa      | 1-0       | Shoji Sakakibara  |
| 1965 | Hideo Otake       | 1-0       | Toshiro Kageyama  |
| 1966 | Toshi Hoshino     | 1-0       | Toshiro Kageyama  |
| 1967 | Goro Suzuki       | 1-0       | Yusuke Oeda       |
| 1968 | Yoshio Ishida     | 1-0       | Shoichi Takagi    |
| 1969 | Shoichi Takagi    | 1-0       | Ikuro Ishigure    |
| 1970 | Takaho Kojima     | 1-0       | Ikuro Ishigure    |
| 1971 | Masaki Takemiya   | 1-0       | Tadanao Kurosawa  |
| 1972 | Kōichi Kobayashi  | 1-0       | Cho Chikun        |
| 1973 | Masaki Takemiya   | 1-0       | Masao Kato        |
| 1974 | Kōichi Kobayashi  | 1-0       | Akinobu Tozawa    |
| 1975 | Shoichi Takagi    | 2-1       | Takaho Kojima     |
| 1976 | Kōichi Kobayashi  | 2-0       | Akira Ishida      |
| 1977 | Shuzo Awaji       | 2-1       | Masaki Fukui      |
| 1978 | Hidehito Nakamura | 2-0       | Tadashi Kanashima |
| 1979 | Isamu Haruyama    | 2-0       | Suguru Umeki      |
| 1980 | Masaki Fukui      | 2-1       | O Rissei          |
| 1981 | Shuzo Awaji       | 2-0       | Satoshi Kataoka   |